# Pełka (arcybiskup gnieźnieński)
Pełka zwany też Fulko (ur. ?, zm. 5 kwietnia 1258) – arcybiskup gnieźnieński od 1232, kanonik krakowski, wiślicki oraz kantor gnieźnieński.
O jego pochodzeniu niewiele wiadomo. Według Jana Długosza był szlachcicem herbu Lis, ale nie ma na to dowodów. Przypuszczalnie pochodził z Małopolski. Wiadomo, że jego ojciec niedługo po jego narodzinach wstąpił do stanu duchownego, co później przyczyniło się do wysuwania wobec Pełki oskarżeń o nieprawe urodzenie. Zarzuty te zostały jednak oddalone przez komisję powołaną przez papieża Honoriusza III.

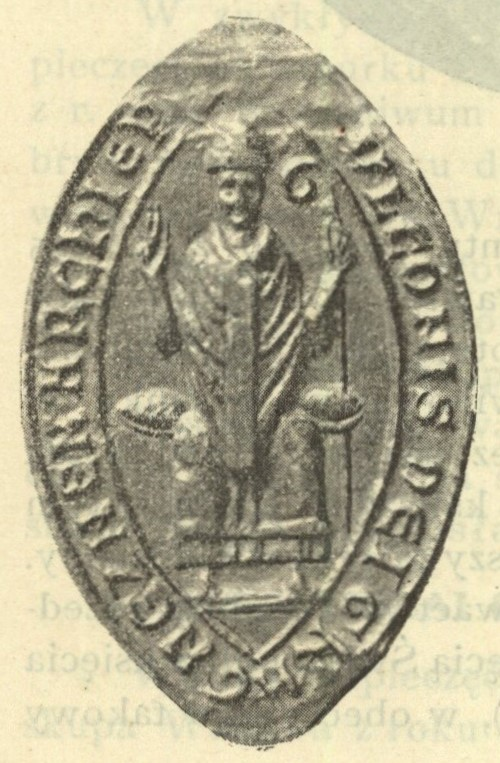
Pieczęć arcybiskupa Pełki

Wybrany przez kapitułę arcybiskupem gnieźnieńskim, prowizję papieską otrzymał przed 18 czerwca 1232.
Sakrę biskupią przyjął w Łęczycy. W 1234 był rozjemcą w sporze między Henrykiem Brodatym a Władysławem Odonicem o Wielkopolskę. Zapobiegł wtedy usunięciu ze swojej dzielnicy księcia poznańskiego. Dążył do uniezależnienia Kościoła od władzy świeckiej, popierał biskupa wrocławskiego Tomasza I przeciwko Henrykowi Brodatemu. Był protektorem dominikanów.
Zwołał synod prowincjonalny do Sieradza. W 1233 wydał statuty, dotyczące poziomu życia religijnego kleru, obowiązku rezydencji i wizytacji parafii przez archidiakonów. W 1238 otrzymał od papieża Grzegorza IX dla siebie i następców przywilej noszenia krzyża metropolitarnego, głoszący: pozwalamy, aby w twojej prowincji przed tobą noszono znak krzyża, jeśli w Polsce nie będzie ustanowiony legat Stolicy Apostolskiej.
Prawdopodobnie w 1245 uczestniczył w obradach Soboru Lyońskiego I. W 1252 konsekrował pierwszego biskupa litewskiego, dominikanina Wita. Doprowadził do ogłoszonej w Asyżu w 1253 kanonizacji Stanisława ze Szczepanowa.
W 1256 uzyskał ze Stolicy Apostolskiej potwierdzenie uprawnień metropolii gnieźnieńskiej.